# کلیسای کرمان
کلیسای کرمان مربوط به اوایل پادشاهی دوره رضاشاه پهلوی است و در کرمان، خیابان شریعتی، کوچه شماره ۱، جنب بیمارستان ارجمند واقع شده و این اثر در تاریخ ۲۷ اسفند ۱۳۸۷ با شمارهٔ ثبت ۲۶۲۴۶ به‌عنوان یکی از آثار ملی ایران به ثبت رسیده‌است.

## تخریب
این کلیسا در سال ۱۳۲۰ شمسی و به دست معمار معروف کرمانی «علی محمد راوری» در خارج از محدوده شهر کرمان ساخته شد که بعدها با پیشرفت شهر در مرکز کرمان قرار گرفت و سرانجام در سال ۱۳۹۰ به وسیله لودر با خاک یکسان گردید.
کلیسای کرمان به دستور دادستان وقت باخاک یکسان شد. این کلیسا که تنها کلیسای این استان بود و سال‌ها پیش از آن مصادره شده بود. بعدها بخشی از ان به عنوان منزل دادستان وقت مورد استفاده قرار گرفت و سالن آن نیز به عنوان مکانی جهت پرورش گاوها و گوسفندان آقای دادستان مورد استفاده قرار گرفت. در همان ایام نشریه بیداری کرمان با چاپ عکسهایی از سالن کلیسا که مملو از حیوانات اهلی بود اطلاع‌رسانی دراین زمینه را آغاز نمود اما با تهدید برخی سکوت پیشه کرد. پیگیری‌های خبرنگاران باعث شد تا این مکان به ثبت ملی برسد.
به دلیل آنچه که گفته شد قرار بر ساخت یک مجتمع بزرگ تجاری مربوط به یکی از ارگان‌ها در این مکان بود، توسط ستاد اجراییات بدون اطلاع مسئولین میراث فرهنگی و مردم با حمله ده‌ها لودر کلیسا را با خاک یکسان کرد. این کلیسا در سال ۱۹۵۰ میلادی بازسازی شده بود.